# فهرست فلسفه
این فهرست فلسفه (انگلیسی: Index of philosophy) است. این صفحه شامل سه موضوع اصلی است: موضوعات اصلی، مقالات مرتبط با فلسفه و فیلسوفان.

## موضوعات اصلی
- فهرست فیلسوفان
- فهرست مفاهیم فلسفی
- فهرست ادبیات فلسفی
- فهرست سازمان‌های فلسفی
- فهرست مسئله‌های حل‌نشده در فلسفه
- فهرست گرایش‌های فلسفی
- فهرست جوایز فلسفه
- فهرست سالگردهای فلسفه
- فهرست متون فلسفی
- فهرست مکتب‌های فلسفی

## مقالات مرتبط با فلسفه

### مقالات فلسفه
- فهرست مقالات فلسفی (A-C)
- فهرست مقالات فلسفی (D–H)
- فهرست مقالات فلسفی (I–Q)
- فهرست مقالات فلسفی (R–Z)

### حوزه‌های اصلی فلسفه
- فهرست مقالات زیبایی‌شناسی
- فهرست مقالات معرفت‌شناسی
- فهرست مقالات اخلاق

- فهرست مقالات منطقی
- فهرست مقالات متافیزیک
- فهرست مقالات فلسفه اجتماعی و سیاسی

### سایر رشته‌های فلسفه
- فهرست مقالات فلسفه حقوق
- فهرست مقالات فلسفه زبان

- فهرست مقالات فلسفه ذهن
- فهرست مقالات فلسفه دین
- فهرست مقالات فلسفه علم

### تاریخ فلسفه
- فهرست مقالات فلسفه باستان
- فهرست مقالات فلسفی قرون وسطی

- فهرست مقالات فلسفه مدرن
- فهرست مقالات فلسفه معاصر

### سنت‌های فلسفی
- فهرست مقالات فلسفه تحلیلی
- فهرست مقالات فلسفه قاره‌ای
- فهرست مقالات فلسفه شرق

## فیلسوفان
- فهرست فیلسوفان (A-C)

- فهرست فیلسوفان (D-H)

- فهرست فیلسوفان (I–Q)
- فهرست فیلسوفان (R–Z)
- فهرست فیلسوفان زن

### فیلسوفان بر اساس حوزه تحصیلی
- فهرست زیبایی‌شناسان
- فهرست اخلاق‌شناسان

- فهرست معرفت‌شناسان
- فهرست منطق‌دانان
- فهرست متافیزیک‌دانان
- فهرست فیلسوفان علم
- فهرست فیلسوفان فناوری
- فهرست فیلسوفان سیاسی
- فهرست فیلسوفان سیاسی-اجتماعی

### فیلسوفان بر اساس سنت
- فهرست فیلسوفان تحلیلی
- فهرست افلاطون‌گرایان باستان

- فهرست فیلسوفان قاره‌ای
  - فهرست نظریه‌پردازان انتقادی
  - فهرست فیلسوفان اگزیستانسیالیست
  - فهرست پدیدارشناسان
  - شاخص متفکران متاثر از ساختارشکنی
  - فهرست فیلسوفان فایده‌گرا
- فهرست فیلسوفان شرق
- فهرست فیلسوفان مکتبی

### فیلسوفان بر اساس دوره
- فهرست فیلسوفان متولد شده در قرون قبل از میلاد
- فهرست فیلسوفان متولد شده در قرون ۱ تا ۱۰
- فهرست فیلسوفان متولد شده در قرون ۱۱ تا ۱۴

- فهرست فیلسوفان متولد شده در قرن ۱۵و ۱۶
- فهرست فیلسوفان متولد شده در قرن هفدهم
- فهرست فیلسوفان متولد شده در قرن هجدهم
- فهرست فیلسوفان متولد شده در قرن نوزدهم
- فهرست فیلسوفان زاده قرن بیستم میلادی

### فیلسوفان بر اساس منطقه
- فهرست فیلسوفان آفریقایی آمریکایی
- فهرست فیلسوفان آمریکایی
- فهرست فیلسوفان بریتانیایی
- فهرست فیلسوفان کانادایی

- فهرست فیلسوفان و متکلمان کاتولیک
- فهرست فیلسوفان چینی
- فهرست فیلسوفان فنلاندی
- فهرست فیلسوفان فرانسوی
- فهرست فیلسوفان آلمانی‌زبان
- فهرست فیلسوفان ایسلندی
- فهرست فیلسوفان ایرانی
- فهرست فیلسوفان ایتالیایی
- فهرست فیلسوفان یهودی آمریکایی
- فهرست دانشمندان و فیلسوفان یهودی
- فهرست فیلسوفان کره ای
- فهرست فیلسوفان لیتوانیایی
- فهرست فیلسوفان رومانیایی
- فهرست فیلسوفان روسی
- فهرست فیلسوفان اسلوونی
- فهرست فیلسوفان ترک

### سایر
- فهرست پارادوکس‌ها
- فهرست قواعد استنتاج
- فهرست مسئله‌های حل‌نشده در فلسفه